# Siphonophora dux
Siphonophora dux är en mångfotingart som beskrevs av Chamberlin 1920. Siphonophora dux ingår i släktet Siphonophora och familjen Siphonophoridae. Inga underarter finns listade i Catalogue of Life.